# Universidad Católica del Maule
La Universidad Católica del Maule, conocida también como UCM, es una universidad con personalidad jurídica de derecho público y una de las seis universidades católicas tradicionales del país. Cuenta con tres campus a nivel nacional y su casa central se encuentra en la ciudad chilena de Talca, capital de la Región del Maule. 
Pertenece a la Agrupación de Universidades Regionales de Chile, a la Red Universitaria G9 y al Consejo de Rectores de las Universidades Chilenas. Fue fundada como universidad el 10 de julio de 1991, como consecuencia de un proceso de descentralización de la Pontificia Universidad Católica. Sin embargo, tiene sus orígenes más profundos en la década de 1950, cuando se inaugura como escuela normal, dedicada a la formación de profesores. 
Actualmente se encuentra acreditada por la Comisión Nacional de Acreditación (CNA-Chile) por un período de 5 años (de un máximo de 7), desde enero de 2021 hasta enero de 2026.Figura en la posición 24 dentro de las universidades chilenas según la clasificación webométrica SCImago Institutions Rankings (SIR) 2024.Está en la posición 16 según el ranking de Webometrics 2024. Está en la posición 17-28 a nivel nacional en el ranking Times Higher Education 2024.

## Historia
La Universidad Católica del Maule fue fundada por Monseñor Carlos González, Obispo de la Diócesis de Talca, el 10 de julio de 1991. Deriva de la Pontificia Universidad Católica de Chile Sede Regional del Maule, tras un proceso de descentralización.
La historia de la Universidad Católica del Maule se divide en tres períodos: durante el primero se desarrolló como Escuelas Normales, durante el segundo, como Sede Regional y, durante el tercero, como institución de Educación Superior autónoma.

### Etapa Escuela Normal
En el año 1906 se crean dos Escuelas Normalistas en la Región del Maule. En la ciudad de Curicó, es fundada la Escuela Normal Cecilio Imable Yens, la cual es cerrada en 1927 y se reabre en 1948; correspondiendo al emplazamiento del actual Campus de Nuestra Señora del Carmen. También en 1906 se crea la Escuela Normal de Talca, cerrada en 1928 por un terremoto. Reabre en 1942 con el nombre de Escuela Normal Rural Experimental. 
A fines de la década de 1950, el entonces Obispo de Talca, Monseñor Manuel Larraín, encargó la construcción de una Escuela Normal Rural Experimental en la ciudad de Talca. Posteriormente, en 1967 se creó una Escuela de Pedagogía Básica y en 1969 una Escuela de Educación Física.

### Etapa Sede Regional
El 11 de marzo de 1970 se fundó la Sede Regional del Maule de la Pontificia Universidad Católica de Chile. En 1972 comenzó a dictarse la carrera de Educación Diferenciada, en 1973 la carrera de Tecnología Forestal y en 1974 las carreras de Kinesiología y Medicina Veterinaria. El mismo año 1974 se incorporó a la Sede el Campus de Curicó, en el que se dictaron originalmente las carreras de Educación General Básica, Educación de Párvulos y Pedagogía en Francés. La Sede recibió la donación de un fundo en Constitución, para el desarrollo de un Centro de Práctica de la carrera de Técnico Forestal. Además, adquirió un predio de la Hacienda Huilquilemu, ubicada en el camino a San Clemente (Chile), a nueve kilómetros del centro de Talca, que actualmente funciona como centro de actividades de extensión de la Universidad.

### Etapa autónoma
Hacia finales de la década de 1980, y con el proceso de regionalización que estaban viviendo las universidades en Chile, se informó que la sede regional de la Universidad Católica cerraría sus puertas.  Al conocer estas noticias, y bajo la iniciativa de, entre otros actores regionales, el obispo de Talca Carlos González Cruchaga, se intentó por distintos medios evitar este cierre, afín de no disminuir la oferta universitaria con las que contaba la región. 
De esta manera, el 10 de julio de 1991, se inaugura la Universidad Católica del Maule como institución autónoma, dependiente del obispado de Talca, siendo el Monseñor Carlos González su fundador.

## Administración
La Universidad esta dirigida por el Consejo Superior, que es "el máximo organismo colegiado de la Universidad", siendo una de sus atribuciones la de "aprobar las líneas fundamentales de la política universitaria, procurando mantener una orientación común y armónica, y la coordinación y complementación debida de los distintos organismos de la Universidad" y la de "aprobar los planes y programas de estudio y sus modificaciones, pudiendo delegarlas en la Vicerrectoría Académica". Sus integrantes son:
| Cargo                                                      | Nombres                                                                            |
| ---------------------------------------------------------- | ---------------------------------------------------------------------------------- |
| Gran Canciller                                             | Monseñor Galo Fernández Villaseca                                                  |
| Rector                                                     | Claudio Rojas Miño                                                                 |
| Secretaria General                                         | Myriam Díaz Yáñez                                                                  |
| Consejeros Externos                                        | Luis Donoso Jiménez Jorge Brito Obreque Hernán González Donaire Juan A. Rock Tarud |
| Vicerrectora Académica                                     | Andrea Precht Gandarillas                                                          |
| Vicerrector de Investigación y Postgrado                   | Hernán Maureira Pareja                                                             |
| Vicerrector de Administración y Finanzas                   | Sergio Rojas Correa                                                                |
| Decano de la Facultad de Ciencias de la Educación          | Rodrigo Vargas Vitoria                                                             |
| Decana de Facultad de Ciencias de la Salud                 | Paula Ceballos Vásquez                                                             |
| Decano de la Facultad de Ciencias de la Ingeniería         | Wladimir Soto Silva                                                                |
| Decano de la Facultad de Ciencias Religiosas y Filosóficas | Luis Albornoz Olivares                                                             |
| Decano de la Facultad de Ciencias Agrarias y Forestales    | Claudio Fredes Monsalve                                                            |
| Decano de la Facultad de Ciencias Básicas                  | Víctor Hugo Monzón Godoy                                                           |
| Decano de la Facultad de Medicina                          | Iván Castillo Montecino                                                            |
| Decana de la Facultad de Ciencias Sociales y Económicas    | María Haydée Fonseca Mairena                                                       |
| Consejera Académica                                        | Claudia Concha Saldías                                                             |

### Rectores
Los rectores que han pasado por la casa de estudios luego de su autonomía son los siguientes:
- Antonio Abásolo Jiménez (10 de julio de 1991-7 de enero de 1993)
- Roberto Montecinos Espinoza (7 de enero de 1993-1 de abril de 2001)
- José Valdivieso Rodríguez (1 de abril de 2001-28 de agosto de 2002)
- Claudio Rojas Miño (28 de agosto de 2002-28 de agosto de 2007)
- José Valdivieso Rodríguez (28 de agosto de 2007-28 de agosto de 2012)
- Diego Durán Jara (28 de agosto de 2012-26 de agosto de 2022)
- Claudio Rojas Miño (26 de agosto de 2022-presente)[10]

## Himno de la Universidad
Manuel Francisco Mesa Seco escribió la letra del himno de la universidad, la que luego sería acompañada por la música de Rodrigo Finkelstein Ogueta.

Porque eres aire, agua, fuego y tierra

sabes a la ciencia bendecir.
Y eres madre justa, buena y bella
que enseñará la gracia del vivir.
CORO
Por lo que eres, no por lo que tienes.
Cántaro de vino y de hermandad.
Surge de tu verbo la simiente
de caminos, pan y libertad.
U. C. del Maule, embalse de sueños,
vertiente que fluye y viene del ayer.
Abrid surcos aquí y en el cielo

que florezca un nuevo amanecer

## Organización
La Universidad Católica del Maule cuenta con 8 facultades y 1 instituto, distribuidas en 3 campus. Estas son:

### Facultades y Escuelas
| - Facultad de Ciencias Agrarias y Forestales - Escuela de Agronomía (Curicó) - Escuela de Ingeniería en Biotecnología (Talca) - Escuela de Ingeniería en Recursos Naturales (Curicó) - Escuela de Medicina Veterinaria (Curicó) - Facultad de Ciencias Religiosas y Filosóficas - Pedagogía en Religión y Filosofía - Facultad de Ciencias de la Educación - Escuela de Educación Parvularia (Talca y Curicó) - Escuela de Educación Especial (Talca y Curicó) - Escuela de Educación Física (Talca) - Escuela de Pedagogía en Lengua Castellana y Comunicación (Talca) - Escuela de Pedagogía en inglés (Talca) - Escuela de Pedagogía en Educación General Básica con Mención (Talca y Curicó) - Escuela de Pedagogía en Historia, Geografía y Ciencias Sociales (Talca) - Facultad de Ciencias de la Ingeniería - Escuela de Ingeniería en Construcción (Talca) - Escuela de Ingeniería Civil Informática (Talca) - Escuela de Ingeniería Civil (Talca) - Escuela de Ingeniería Civil Industrial (Talca) - Escuela de Ingeniería Civil Electrónica (Talca) - Escuela de Ingeniería en Ejecución en Computación e Informática (Talca) - Escuela de Arquitectura (Talca) - Escuela de Ingeniería en Automatización y Control (Talca) - Escuela de Ingeniería en Ejecución en Geomesura (Talca) | - Facultad de Ciencias de la Salud - Escuela de Enfermería (Talca y Curicó) - Escuela de Psicología (Talca y Curicó) - Escuela de Kinesiología (Talca) - Escuela de Nutrición y Dietética (Curicó) - Escuela de Tecnología Médica (Talca) - Escuela de Terapia Ocupacional (Curicó) - Facultad de Medicina - Escuela de Medicina (Talca) - Escuela de Química y Farmacia (Talca) - Escuela de Bioingeniería Médica (Talca) - Escuela de Bachillerato en Ciencias Biomédicas (Talca) - Facultad de Ciencias Básicas - Escuela de Pedagogía en Ciencias (Talca) - Escuela de Pedagogía en Matemática y Computación (Talca) - Escuela de Ingeniería en Estadística (Talca) - Escuela de Geología (Talca) - Escuela de Ingeniería Matemática (Talca) - Facultad de Ciencias Sociales y Económicas - Escuela de Trabajo Social (Talca y Curicó) - Escuela de Contador Público Auditor (Talca y Curicó) - Escuela de Sociología (Talca) - Escuela de Ingeniería Comercial (Talca) - Escuela de Administración Pública (Curicó) - Escuela de Derecho (Talca) |

### Institutos
- Instituto de Estudios Generales